# E-Prix de Marrakech
El e-Prix de Marrakech es una carrera de automovilismo válida para el campeonato mundial de Fórmula E, que actualmente se disputa en el Circuito Internacional Moulay El Hassan, en Marrakech (Marruecos).

## Historia
Marrakech se propuso por primera vez como ciudad anfitriona de la Fórmula E para la temporada 2016-17, y obtuvo un lugar en el calendario provisional publicado el 2 de julio de 2016. El lugar se confirmó junto con un comunicado de prensa que anunciaba que el ePrix sería un evento oficial de la reunión de la COP22, que se celebraría en la ciudad al día siguiente. La COP22 se reunió para discutir el cambio climático, con representantes de los países más grandes del mundo listos para debatir el tema.

## Ganadores
| Edición | Ganador                | Equipo           | Circuito         | Resultados     |
| ------- | ---------------------- | ---------------- | ---------------- | -------------- |
| 2016-17 | Sébastien Buemi        | Renault          | Moulay El Hassan | Resultados     |
| 2017-18 | Felix Rosenqvist       | Mahindra         | Moulay El Hassan | Resultados     |
| 2018-19 | Jérôme d'Ambrosio      | Mahindra         | Moulay El Hassan | Resultados     |
| 2019-20 | Antonio Félix da Costa | Techeetah-DS     | Moulay El Hassan | Resultados     |
| 2020-21 | No se disputó.         | No se disputó.   | No se disputó.   | No se disputó. |
| 2021-22 | Edoardo Mortara        | Venturi-Mercedes | Moulay El Hassan | Resultados     |

## Estadísticas

### Pilotos con más victorias
| Victorias | Piloto                 | Años |
| --------- | ---------------------- | ---- |
| 1         | Sébastien Buemi        | 2016 |
| 1         | Felix Rosenqvist       | 2018 |
| 1         | Jerome d´Ambrosio      | 2019 |
| 1         | Antonio Félix da Costa | 2020 |
| 1         | Edoardo Mortara        | 2022 |

### Equipos con más victorias
| Victorias | Equipo    | Años       |
| --------- | --------- | ---------- |
| 2         | Mahindra  | 2018, 2019 |
| 1         | Renault   | 2016       |
| 1         | Techeetah | 2020       |
| 1         | Venturi   | 2022       |